# 2人のストーリー
「2人のストーリー」（ふたりのストーリー）は、YUKIの21枚目（通算23作目）のシングル。
　

## 解説
5thアルバム『うれしくって抱きあうよ』から半年ぶりの新作となる2010年第2弾シングル。タイトル曲を含む新曲2曲と、アルバム『うれしくって抱きあうよ』収録曲「朝が来る」の別バージョンを収録。
表題曲は男性目線で同棲カップルのことを描いた曲で、ミュージック・ビデオにはYUKIが男装で加瀬亮が女装で出演している。また、初回仕様限定盤のジャケットでもYUKIが男装している。
冒頭の歌詞は「ローソンで」だが、各メディア・有線放送では「コンビニで」と歌いなおしされたバージョンで放送されている。

## 収録曲
（全作詞：YUKI／編曲：YUKI、玉井健二、百田留衣）
1. 2人のストーリー
  - 作曲：飛内将大
2. あの娘になりたい
  - 作曲：HALIFANIE
3. 朝が来る 〜Tune in to a new world ver.〜
  - 作曲：mugen
  - J-WAVE「Tune in to a new world〜はじまりのはじまり」キャンペーンソング